# OSV-96

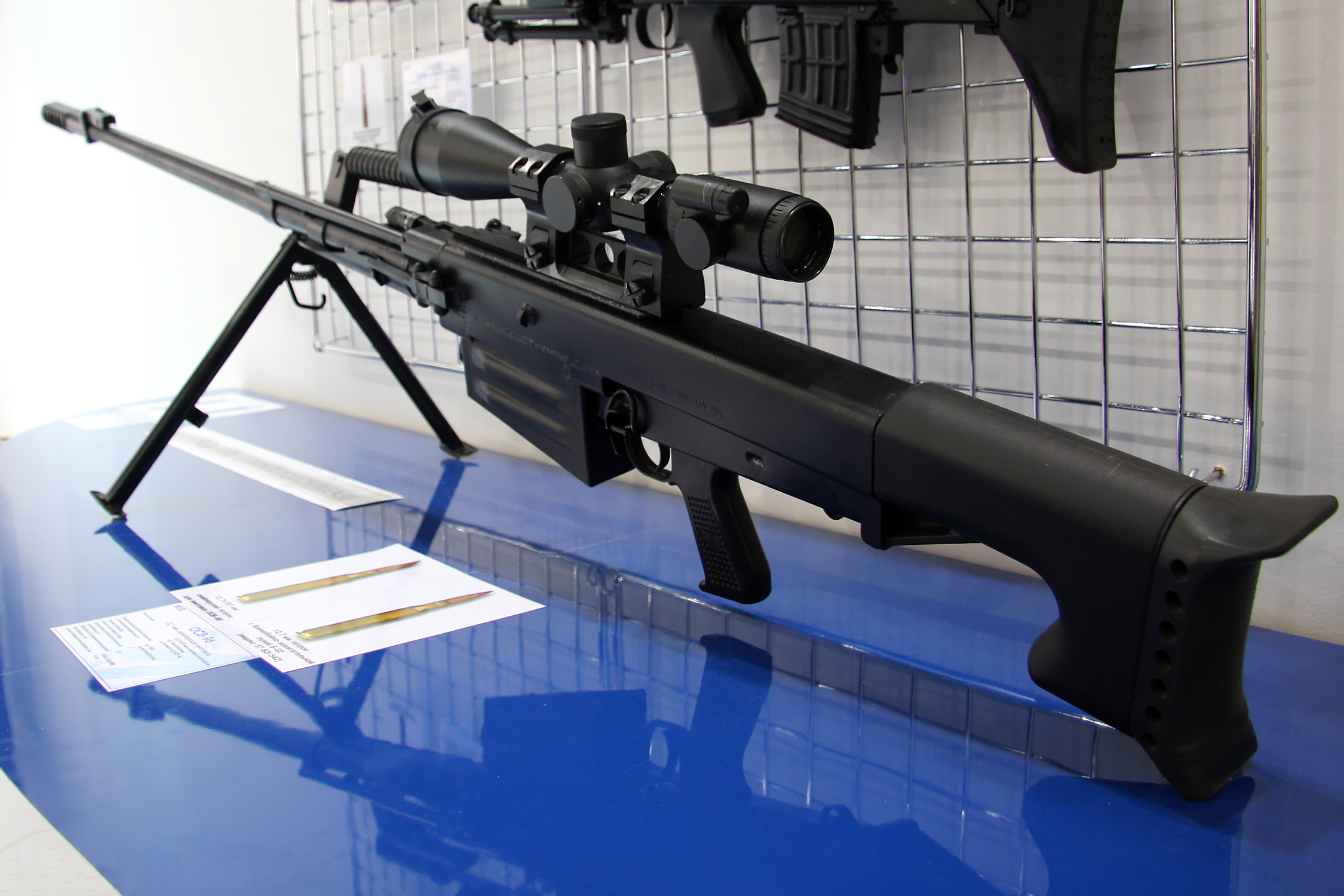
OSV-96

OSV-96 (ОСВ-96) 은 러시아의 대물저격총으로 V-94를 바탕으로 만들어졌으며 총 자체를 접어 1000mm수준으로 짧게 만들 수 있다.

## 제원
- 자체 중량 : 12.9kg
- 전체 길이 : 1,746mm
- 총열 길이 : 1,000mm
- 사용 탄약 : 12.7x108mm
- 작동 방식: 가스 직동식, 회전 노리쇠
- 총구 속도 : 770-860m/s
- 발사 속도 : 반자동
- 유효사거리 : 2000m
- 급탄 방식 : 5발 들이 박스탄창
- 조준경 : 가늠쇠/가늠좌, 스코프
- 디자이너 : A.G. 시모노프
- 제조사 : KBP Instrument Design Breau

## 구조적 특성

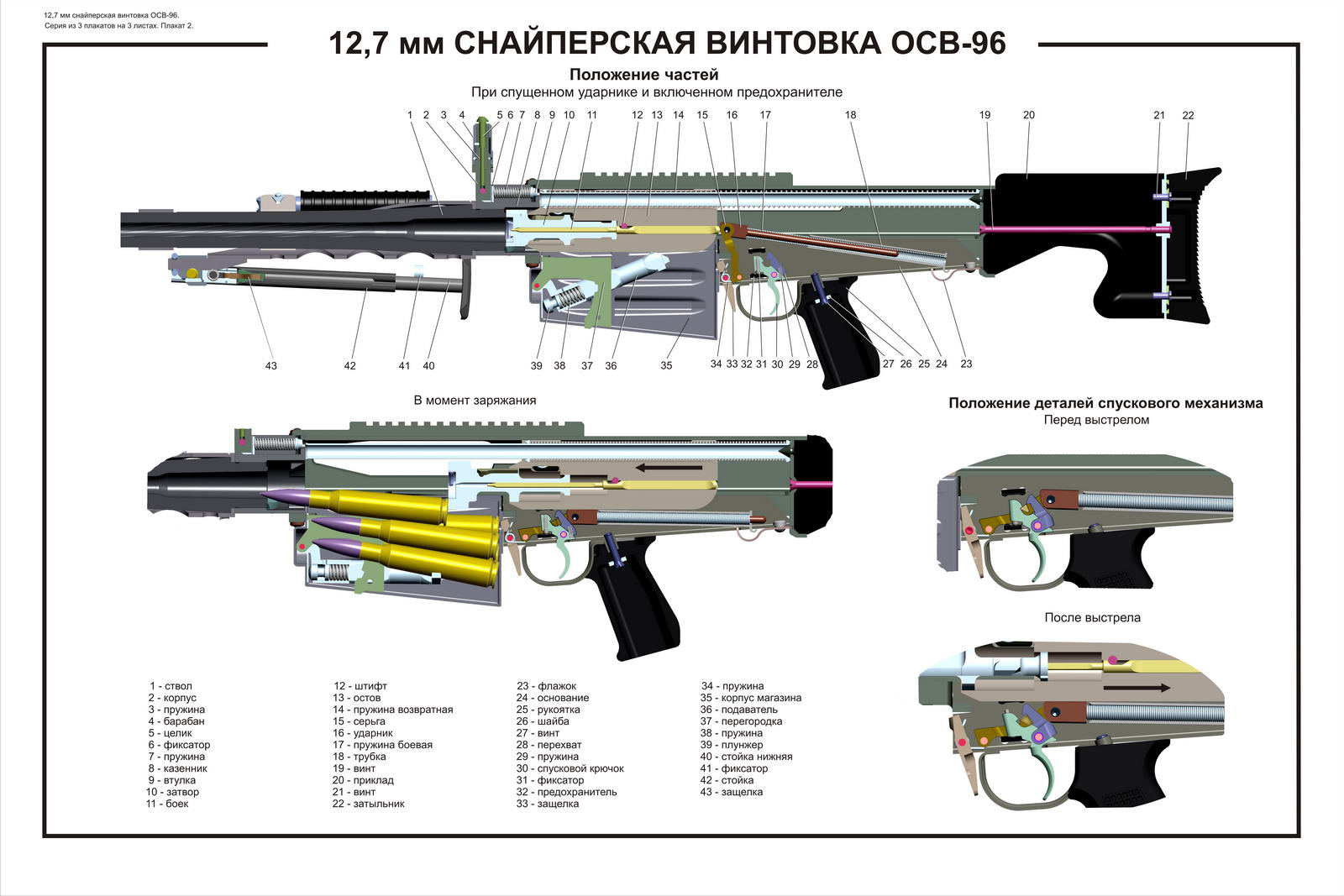
OSV-96 내부 구조도

총열끝부분을 기준으로 접을 수 있다. 평소엔 레버와 노리쇠의 러그(lug)가 총열을 꽉 붙들고 있다가, 레버를 풀고 노리쇠를 후퇴고정시키면 총열을 반으로 접을 수 있다. 양각대를 보면 있는 갈고리가 리시버에 맞물려 총열을 고정해준다.
총열을 접을 때 커다란 장전손잡이와 간섭이 생기는데, 이를 막기위해 장전손잡이가 접히도록 만들었다. 장전손잡이를 잘 보면 이중구조로 되어있는데, 뒷부분을 누르면 접히도록 되어있다. 노리쇠에 긴 홈이 파여있는 것도 이 때문이다.
안전장치가 노리쇠 후퇴고정기 역할도 한다. 장전된 상태에서는 안전장치로 작동하고 노리쇠를 후퇴시키면 후퇴고정기로 작동한다.
작동방식이 굉장히 애매한데 M-16처럼 가스가 노리쇠 안으로 직접 들어가지 않고, 짤막한 피스톤이 가스의 힘을 받는 구조다. 가스피스톤 방식 같아도 사실 가스튜브가 있는 엄연한 가스 직동식이다.
SVD 드라구노프처럼 가늠쇠/가늠좌가 있는데, 덕분에 스코프가 고장나도 조준을 할 수 있다. 평소엔 접어놓고 사용한다.

## 파생형
- V-94 (В-94 "Волга" : "볼가"라는 별명을 가진 OSV-96의 조상격 되는 총기로, 목재 개머리판과 단순한 운반손잡이가 특징이다.
- OSV-96 (ОСВ-96 "взломщк")

## 사용된 전쟁
- 제1차 체첸 전쟁
- 제2차 체첸 전쟁
- 우크라이나 전쟁
- 시리아 내전

## 운용국
- 러시아 : 러시아 연방보안국, 러시아 내무부, 러시아 국방부에서 운용
- 체첸 : 체첸 반군에서 운용
- 벨라루스 : 특수부대에서 운용
- 베트남
- 인도 : 인도 해병대에서 운용
- 시리아 : 정부군, 반군 모두 사용중
- 키르기스스탄 : 특수부대에서 운용
- 카자흐스탄 : 공수부대 및 특수부대에서 운용
- 아제르바이잔 : 군에서 운용

## 같이 보기
- 배럿 M82
- NTW-20
- PTRS-41